# Energieffektivisering

Ett passivhus använder ett antal tekniker för att spara energi.

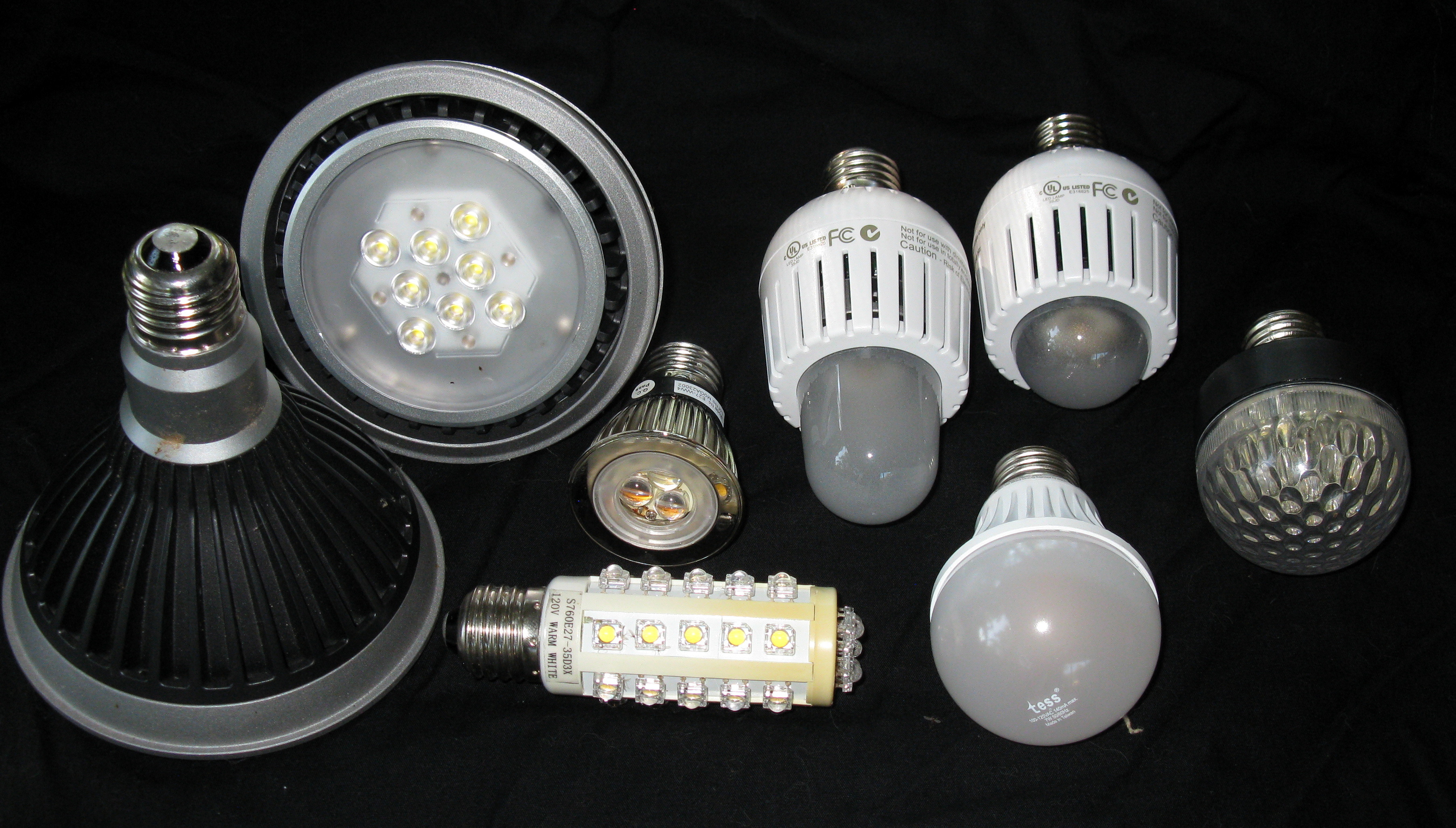
Ett urval LED-lampor som sparar minst 75 % energi jämfört med glödlampor.

Energieffektivisering och energibesparing innebär att man försöker effektivisera befintlig energiomvandling antingen genom att minska energianvändningen eller genom att få ut mer nytta av befintlig energianvändning. På så vis kan man få tillgång till mer energi i samhället utan att öka energiproduktionen. Därmed kan det hushållas bättre med naturresurser, kapital och miljö. 

## Åtgärder för energieffektivisering

### Storskaliga åtgärder
Bland exemplen på storskaliga åtgärder för energieffektivisering märks till exempel:
- Användning av centrala anläggningar för fjärrvärme och fjärrkyla, vilka kan vara mer energieffektiva än mindre anläggningar
- Tillvaratagande av industriell spillvärme
- Ökad användning av kollektivtrafik, vilken vanligtvis använder mindre energi per person än vad enskild transport gör

Energieffektiviseringsföretagen (Eneff) är en intresseorganisation som arbetar med energieffektivisering. 

### Småskaliga åtgärder
För byggnader kan energieffektivisering till exempel ske genom:
- Förbättrad isolering genom till exempel tilläggsisolering eller byte av fönster
- Prognosstyrning och sänkning (värmesystem) eller höjning (kylsystem) av den genomsnittliga inomhustemperaturen
- Måla fasaden med termoskyddande färg
- Installation av värmeväxlare i ventilationssystemet
- Byte från glödlampor till lysrör, lågenergilampor eller LED-belysning
- Belysningsstyrning via rörelsevakt, skymningsrelä, dagsljusreglering
- Byte av tvättstugans torkutrustning till mer energieffektiv